# Marvin Sordell
Marvin Sordell (Londra, 17 febbraio 1991) è un calciatore inglese, attaccante del Kettering Town.

## Carriera

### Club
Ha giocato 3 partite nella prima divisione inglese con il Bolton, oltre che con vari club della seconda divisione inglese.

### Nazionale
Il 1º settembre 2011 ha esordito nella nazionale inglese Under-21 disputando la partita di qualificazione agli Europei 2013 vinta per 6-0 sull'Azerbaijan.
Ha partecipato ai Giochi Olimpici di Londra 2012 ed agli Europei Under-21 del 2013.